# 北院门街道
北院门街道，是中华人民共和国陕西省西安市蓮湖區下辖的一个乡镇级行政单位。主要管辖回坊内的区域。

## 行政区划
北院门街道下辖以下地区：
社会路社区、化觉巷社区、红埠街社区、二府街社区、学习巷社区、洒金桥社区、贡院门社区、香米园社区、白露湾社区、迎春社区、双仁府社区和桥梓口社区。